# Karl Luick
Karl Luick, född den 27 januari 1865 i Wien, död där den 20 september 1935, var en österrikisk anglist och universitetslärare.
Luick studerade engelska för Jakob Schipper, tyska för Richard Heinzel och franska för Adolf Mussafia vid universitetet i Wien, där han 1889 sub auspiciis Imperatoris promoverades och 1890 habiliterade sig. År 1898 erhöll han en ordinarie professur vid universitetet i Graz, 1908 vid universitetet i Wien. År 1915 blev han ledamot av österrikiska vetenskapsakademien. Läsåret 1925/1926 var han rektor vid universitetet. Luick utgav banbrytande arbeten om engelsk språkhistoria.